# Teo Macero
Attilio Joseph Macero (30 de octubre de 1925 - 19 de febrero de 2008), más conocido como Teo Macero, fue un productor discográfico, compositor y saxofonista de jazz estadounidense.

## Biografía
Tras graduarse del Juilliard School of Music en 1953, se asoció con Charles Mingus y confundaron el Charles Mingus' Jazz Composers Workshop, y produjo su primer álbum Monk's Dream.
Macero se hizo famoso siendo productor discográfico de jazz de la compañía Columbia Records. Tuvo una larga y fructífera relación con Miles Davis. Produjo algunos clásicos de Davis, como Kind of Blue (1959), el álbum de jazz más vendido en la historia, Porgy and Bess (1958), Sketches of Spain (1960) y Someday My Prince Will Come (1961). Después, Davis se aventuraría con un nuevo estilo y se fusionaría con la música electrónica, álbumes como In a Silent Way (1969), Bitches Brew (1970), o A Tribute to Jack Johnson (1971), trabajos de gran importancia gracias a las innovadoras técnicas de Macero para mezclar y grabar, inspiradas en parte por el compositor de avant-garde Edgar Varèse, uno de los pioneros en la música electrónica, y con quien Macero había colaborado en Juilliard.
Durante su estancia en Columbia, también produjo álbumes para artistas como Thelonious Monk, Dave Brubeck, J. J. Johnson, Johnny Mathis, Mahalia Jackson y Simon and Garfunkel, incluyendo la banda sonora de El Graduado, álbum que contiene el éxito "Mrs.Robinson".
Aunque Macero estaba semijubilado por unos cuantos años, siempre estuvo activo en la música. Junto con Prince Paul, produjo el primer álbum en solitario de Vernon Reid, y tocó el saxofón en el debut de DJ Logic.